# Paleoproterozoïcum
| Eon                                            | Era                | Periode      | Ouderdom Ma |
| ---------------------------------------------- | ------------------ | ------------ | ----------- |
| Fanerozoïcum                                   | Paleozoïcum        | Cambrium     | later       |
| Proterozoïcum                                  | Neoproterozoïcum   | Ediacarium   | 635 - 541   |
| Proterozoïcum                                  | Neoproterozoïcum   | Cryogenium   | 720 - 635   |
| Proterozoïcum                                  | Neoproterozoïcum   | Tonium       | 1000 - 720  |
| Proterozoïcum                                  | Mesoproterozoïcum  | Stenium      | 1200 - 1000 |
| Proterozoïcum                                  | Mesoproterozoïcum  | Ectasium     | 1400 - 1200 |
| Proterozoïcum                                  | Mesoproterozoïcum  | Calymmium    | 1600 - 1400 |
| Proterozoïcum                                  | Paleoproterozoïcum | Statherium   | 1800 - 1600 |
| Proterozoïcum                                  | Paleoproterozoïcum | Orosirium    | 2050 - 1800 |
| Proterozoïcum                                  | Paleoproterozoïcum | Rhyacium     | 2300 - 2050 |
| Proterozoïcum                                  | Paleoproterozoïcum | Siderium     | 2500 - 2300 |
| Archeïcum                                      | Neoarcheïcum       | Neoarcheïcum | vroeger     |
| Indeling van het Proterozoïcum volgens de ICS. |                    |              |             |

Het geologisch tijdperk Paleoproterozoïcum is de vroegste era van het eon Proterozoïcum. Het Paleoproterozoïcum duurde van 2,5 - 1,6 Ga. Het werd voorafgegaan door het Archaïsche Neoarchaïcum en na/op het Paleoproterozoïcum komt het Mesoproterozoïcum.

## Platentektoniek en atmosfeer
Er verschenen in deze tijd voor het eerst stabiele continentale fragmenten, kratons geheten, die door werking van de platentektoniek geleidelijk grotere paleocontinenten vormden.
In het begin van deze periode bevatte de atmosfeer van de Aarde nog vrijwel geen zuurstof en de oxidatiepotentiaal van de oceanen was dan ook vrij laag.
Rond 2200 Ma was er sprake van een vervuilingscrisis. Het zuurstofgehalte van de atmosfeer steeg onder invloed van fotosynthese door cyanobacteriën en dat leidde tot de oxidatie van ijzer in opgeloste toestand en de vorming van dikke pakketten sedimentaire gesteenten die uit metaaloxiden bestonden, de zogenaamde banded iron formations.
Het leven uit die tijd was niet gewend aan grote hoeveelheden zuurstof en moest zich aanpassen aan de voor hen giftige atmosfeer. Dit leidde tot het ontstaan van de zuurstofafhankelijkheid en heeft waarschijnlijk tot gevolg gehad dat er eukaryoten konden verschijnen.